# Вайхляйн, Романус
Вайхляйн, Романус (нем. Romanus Weichlein, имя при рождении Андреас Франц Вайхляйн нем. Andreas Franz Weichlein, 30 ноября 1652, Линц, Австрия — 8 сентября 1706, Кляйнфрауэнхайд, Цемендорф-Штёттера, Австрия ) — австрийский композитор и скрипач.

## Биография
Романус Вайхляйн происходил из музыкальной семьи. Первые свидетельства о его отце, Иоганне Вайхляйне, относятся ко времени, когда он служил органистом в Цветльском аббатстве. Затем он перебрался в Линц, где с 1639 и до своей смерти в 1677 году занимал должность городского органиста и держал трактир. У Иоганна Вайхляйна в браке с некой Сабиной родилось 9 детей, четверо из которых стали музыкантами: Магнус Вайхляйн (при рождении Иоганн Георг) (1650 — 1692) органист, Романус Вайхляйн (при рождении Андрес Франц, третий ребёнок), Франц Вайхляйн (1659-1727) органист и композитор, Константин Вайхляйн (1667 — ?) органист.
Начальное образование Андреас, как и его старший брат Иоганн, получили вероятно в школе при бенедиктинском монастыре Ламбах в одноимённой коммуне. Братья становятся послушниками Ламбахского монастыря: Иоганн в 1666 году под именем Маркус, Андреас в 1671 году под именем Романус. В том же году, опять вслед за старшим братом, Романус начинает изучать философию и теологию в университете Зальцбурга (получил степень бакалавра в 1672 году и доктора философии в 1673 году). В 1678 году Романус принял сан священника.
Сведения о музыкальном образовании братьев Вайхляйнов крайне скудны. Предполагают, что в период пребывания Зальцбурге Романус мог обучаться у Бибера. Значительное влияние на Вайхляйна оказал Бенджамин Людвиг Рамхауфски (1631-1694) занимавший должность органиста в монастыре Ламбах. В 1679 Рамховски женился на сестре Вайхляйна Анне Сабине, причём церемонию бракосочетания вёл сам Романус. В 1681 Вайхляйн присутствовал на концерте данном Бибером в Ламбахе в честь кайзера Леопольда I, где были представлены 8 сонат для скрипки соло (C.138–145).
После рукоположенния Вайхляйн лишь изредка посещал монастырь в Ламбахе. По свидетельству отца Георга Шёнбергера в 1684 году Романус служил исповедником в небольшом приходе Оберкирхен (ныне коммуна Холленштайн-ан-дер-Ибс в Нижней Австрии).   Между 1687 и 1690 (или 1691) годами служит капелланом, музыкальным руководителем и композитором в бенедиктинском женском монастыре Ноннберг в Зальцбурге. В 1691 по просьбе настоятельницы Ноннберга году был назначен музыкальным руководителем и педагогом в монастырь Забен в Южном Тироле, основанный в 1681 ноннбергскими монахинями. Вайхляйн привёз в Забен некоторое количество музыкальных инструментов из Ламбаха. Помимо собственно музыкальной работы  так же занимался организацией в театральных постановок: «Клоринда», «Комедия святого Алексея», «Ида фон Тоггенбург», «Иосиф египетский и его братья» (1693 год), «Страсти» (1694 год).  В январе 1705 года Вайхляйн вернулся в Ламбах и уже в марте был назначен приходским священником в Кляйнфрауэнхайд. Приход Кляйнфрауэнхайд  с преимущественно венгерским населением находился на территории, разорённой и опустошённой в ходе Великой Турецкой войны турецкими войсками и венгерскими повстанцами. В 1692 году Пал Эстерхази передал эти территории монастырю Ламбах для восстановления. Романус Вайхляйн умер в Кляйнфрауэнхайде 8 августа 1706 года по всей видимости от брюшного тифа .
Сведения о личности Вайхляйна противоречивы. Настоятельница Ноннберга очень ценила его, а Забен он покинул с наилучшими рекомендациями. С другой стороны, пастырское служение Вайхляйна было омрачено инцидентом, потребовавшим расследования со стороны монастырских властей: Романус угрожал собственной кухарке рукоприкладством, а, когда та пыталась возразить ему, выломал дверь в её комнате и между ними произошла драка. Несмотря на музыкальную одарённость и активное участие в организации музыкальной жизни обителей, в которых проходило его служение, сохранившаяся переписка Вайхляйна с монастырским начальством в Ламбахе свидетельствует о том, что исполнение прямых обязанностей священника занимало значительную часть его жизни.

## Творчество
В творчестве Вайхляйна прослеживают влияние Бибера, Шмельцера, Хофера, Георга Муффата, Вейвановского.

## Публикации
При жизни Вайхляйна были опубликованы два сборника его произведений:
- Encaenia Musices (Инсбрук, 1695 год) — сборник сонат;
- Parnassus Ecclesiastico-Musicus (Ульм, 1702 год) — собрание месс написанных им для литургии в Забене.

Кроме того, известны:
- Canon über das Post-Hörnl — отпечатана в Ламбахе как гравюра 1686 году[4];
- Missa rectorum cordium (1687 год);
- Eine Violinsonate (1688 год)[8].

Рукописи сохранились в музыкальном архиве Кремсмюнстера и монастырей Ноннберг и Ламбах.

## Исполнители
- Ars Antiqua Austria[англ.]
- Capella Vitalis Berlin

## Комментарии
1. ↑  в то время известный как нем. Maria-Haid или венг. Kisboldogasszony
2. ↑  в источниках — «от голода или мора»
3. ↑  Относительно времени и места события имеются противоречивые сведения: одни относят его ко времени служения в Оберсдорфе около 1680 года[5], другие относят его к периоду службы в Забене между 1691 и 1705 годами[6]
4. ↑  По другим сведениям рукописей Романуса в Ламбахе не сохранились[9]